# 43-я стрелковая дивизия
43-я стрелковая дивизия — воинское соединение Вооружённых сил СССР, принимавшее участие в Великой Отечественной войне.

## История
Дивизия сформирована в Ленинградском военном округе в Великих Луках в 1924—1925 году как 43-я территориальная дивизия. Там же размещались штаб, а также 129-й сп и 43-й ап; а 127-й и 128-й сп в Невеле и Торопце соответственно.
Осенью 1937 года была передислоцирована непосредственно в Ленинград.
C 30.11.1939 принимала участие в Зимней войне.
В действующей армии во время ВОВ с 22.06.1941 по 09.05.1945.
На 22.06.1941 дислоцировалась в Энсо (Светогорск). Заняла позиции по границе длиной 29 километров, из них 3 — в труднодоступной местности на северо-запад от Энсо, имея соседом справа 115-ю стрелковую дивизию, слева — 123-ю стрелковую дивизию.
В бои вступила уже 29.06.1941, отбив совместно с частями 115-й стрелковой дивизии внезапно захваченный финскими войсками г. Энсо. Затем до августа 1941 года особой активности финские войска на участке, занимаемом дивизией, не проявляли. При этом 181-й стрелковый полк действовал в отрыве от основных сил дивизии, участвуя вместе со 198-й моторизованной дивизией с 29.07.1941 в ударе на Сортавала, и был выведен из состава дивизии.
31.07.1941 года финские войска нанесли удар по всему фронту 23-й армии, на участке дивизии — между дивизией и 115-й стрелковой дивизией. Дивизия была вынуждена отходить и загибать свой правый фланг, так как возникала возможность для выхода в тыл всего корпуса. 05.08.1941 участвовала в неудачном контрударе в направлении шоссе Выборг — Лаппенранта. С 20.08.1941, взорвав укрепления на границе, с боями отошла севернее Выборга, а затем и юго-восточнее Выборга. 22.08.1941 перед дивизией была поставлена задача оборонять ближние подступы к Выборгу, но противник нанёс по открытому левому флангу соединения сильный удар. Разбросанные части дивизии не смогли сдержать наступление финнов, частично оказались в окружении в районах Юустила, Нурми. Противник нанёс по открытому левому флангу соединения сильный удар, с боями дивизия отошла в Выборг, а оттуда 28 августа согласно приказу выступила в южном направлении по Приморскому шоссе, которое к тому времени было перехвачено финнами. Все попытки прорваться по шоссе через ст. Сомме (ныне — Матросово), навстречу наступавшей из Кайслахти 5-й бригаде моряков, не принесли успеха. Подразделения дивизии были вынуждены свернуть на восток и пытались пройти на юг по лесным дорогам.

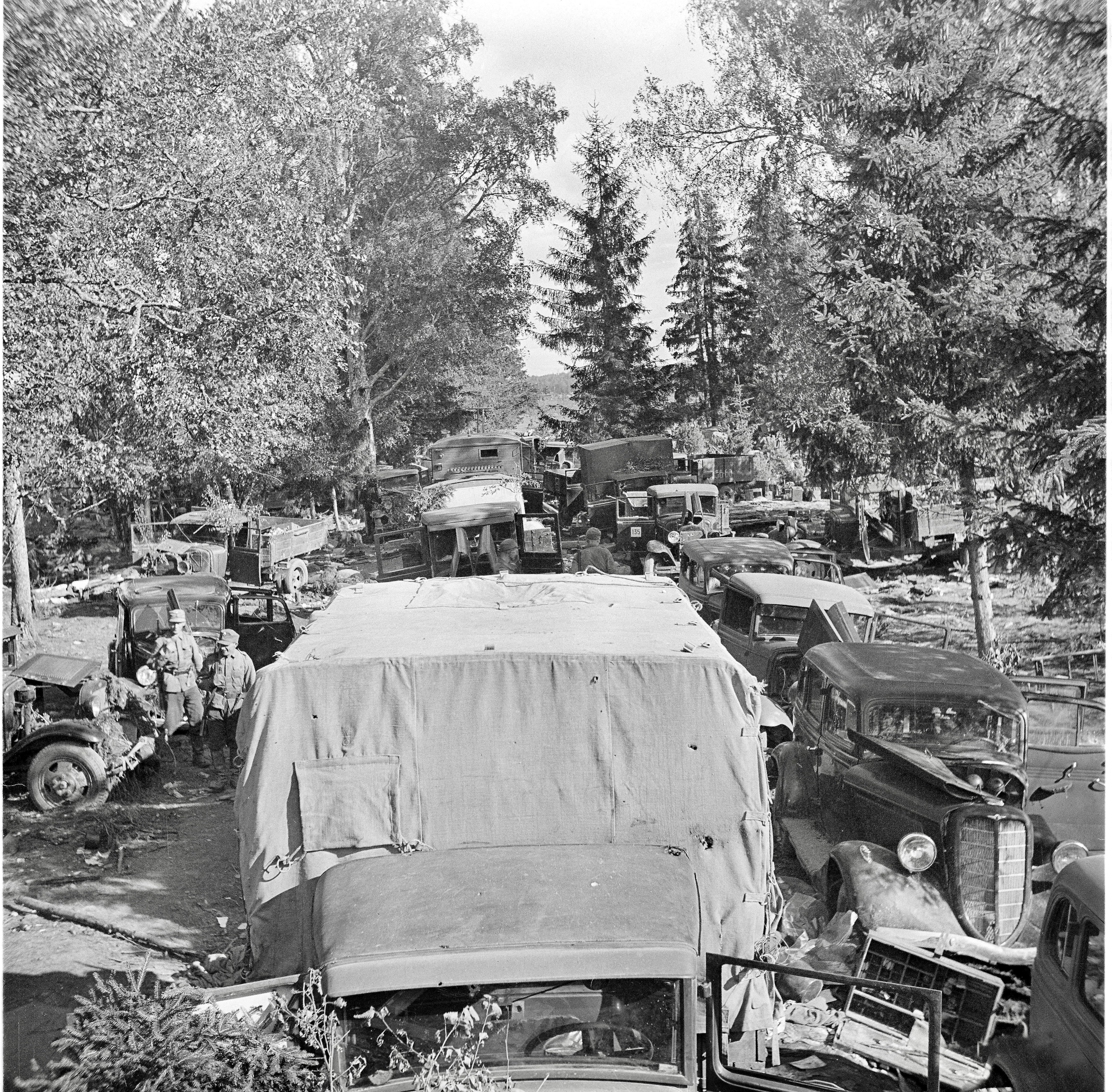
Колонна штаба 43-й стрелковой дивизии, захваченная финнами у деревни Порлампи. 2 сентября 1941 г.

30 августа были окружены южнее Выборга в лесном массиве между деревнями Порлампи и Мятсякюля. Два дня воины дивизии находились на открытой местности под непрекращающимся артиллерийско-миномётным огнём противника. 1 сентября командир дивизии генерал-майор В. Кирпичников отдал приказ о прекращении сопротивления и сдался в плен. (В плену пошёл на сотрудничество с финнами, по возвращении на родину расстрелян по приговору трибунала в 1950 году). Не имея твёрдого управления, части дивизии разрозненно стали отходить к Финскому заливу в район Койвисто и переправились на остров. Затем остатки дивизии были судами переправлены в Кронштадт, затем в Ленинград, где дивизия была сосредоточена в районе Красных казарм. 01—03.09.1941 года дивизия вновь направлена на Карельский перешеек на линию старой государственной границы, в район восточнее Лемболово. 06.09.1941, 13.09.1941, 19.09.1941 наносила контрудары, выбив противника из нескольких деревень. Вела бои на этом участке до стабилизации фронта в конце сентября — октябре 1941 года.
В октябре 1941 года снята с позиций и направлена на южные подступы к Ленинграду в район Колпино.
С ноября 1941 года обороняла южные подступы к Ленинграду. 10—15.11.1941 дивизия вместе с 85-й стрелковой дивизией и 124-й танковой бригадой наступала в районе Усть-Тосно с задачей выбить противника с железнодорожного моста через реку Тосна, переправиться на другой берег и освободить деревню Ивановское. Однако в тяжёлых боях прорвать немецкую оборону не удалось. 17.12.1941 дивизия наступала на Красный Бор, затем вела частные бои на занимаемых рубежах.
В феврале 1943 года дивизия вновь наступала на Красный Бор, в ходе операции посёлок освобождён.
В июле — сентябре 1943 года участвовала в кровопролитных боях за Синявино.
С 14.01.1944 участвовала в Красносельско-Ропшинской операции, наступая из района Пулковских высот совместно со 152-й танковой бригадой. 19—20.01.1944 в ходе операции участвовала в освобождении Ропши. 20.01.1944 дивизия замкнула кольцо окружения вокруг посёлка, встретившись со 189-й стрелковой дивизией. Там же командирами этих соединений и был подписан акт об окончательном снятии блокады Ленинграда.
11.02.1944 форсировала Нарву в районе острова Пермискюль-Саар и севернее, вела там бои до марта 1944 года, была сменена частями 2-й стрелковой дивизии. Вела бои на реке Нарва до августа 1944 года, понесла большие потери, затем была переброшена к Изборску, откуда начала наступление в ходе Тартуской операции. 13.08.1944 освободила город Выру, 23.08.1944 — Отепя, вышла на подступы к Валге, откуда с 14.09.1944, участвуя в Рижской операции, наступала на Ригу с северо-востока, соседом слева имея 50-ю стрелковую дивизию. 13.10.1944 вошла в Ригу.
С октября 1944 по апрель 1945 года вела бои с курляндской группировкой противника.
С апреля 1945 года в составе Курляндской группы войск (Ленинградский фронт), закончила войну в составе 19-го стрелкового корпуса.

### В послевоенный период
После войны дивизия дислоцировалась в Прибалтийском военном округе. В мае 1946 года была свёрнута в 21-ю отдельную стрелковую бригаду. С 5 ноября 1953 года — вновь 43-я стрелковая дивизия.
Директивой от 4 июня 1957 года дивизия из стрелковой была переформирована в 43-ю мотострелковую дивизию. С 1 ноября 1960 года — 43-я учебная мотострелковая Тартуская дважды Краснознамённая дивизия. В 1990-х годах — 469-й окружной учебный центр в Куйбышеве.

## Полное наименование
- 43-я стрелковая Тартуская дважды Краснознамённая дивизия

## Состав
| - 65-й стрелковый полк - 147-й стрелковый полк - 181-й стрелковый полк (до 28.07.1941) - 708-й стрелковый полк - 200-й гаубичный артиллерийский полк (до 05.10.1941) - 162-й артиллерийский полк - 73-й отдельный истребительно-противотанковый дивизион (1-го формирования) (до 07.10.1941) - 73-й отдельный истребительно-противотанковый дивизион (2-го формирования) (с 07.06.1943)-командир Нугманов Р. З. - 337-я (43-я) зенитная батарея (299-й отдельный зенитный артиллерийский дивизион) (до 05.02.1943) - 379-й миномётный дивизион (с 20.10.1941 по 15.10.1942) - 25-я разведрота - 37-й отдельный сапёрный батальон - 3-й отдельный батальон связи (297-я, 810-я отдельная рота связи) - 101-й медико-санитарный батальон - 92-я отдельная рота химический защиты - 32-я автотранспортная рота - 297-я (810-я) полевая хлебопекарня - 43-й (78-й) дивизионный ветеринарный лазарет - 186-я (20-я) полевая почтовая станция - 189-я полевая касса Госбанка | - управление - 65-й учебный мотострелковый полк (г. Куйбышев) - 118-й учебный мотострелковый полк (Черноречье) - 126-й учебный мотострелковый полк (г. Куйбышев) - 633-й отдельный учебный мотострелковый полк (13 танков Т-55, 202 БМП (86 БМП-19 116 БМП-2, 5 БТР-60) (с. Тоцкое); - 311-й учебный танковый полк (Черноречье) - 162-й учебный артиллерийский полк (г. Бузулук) - 1378-й отдельный учебный разведывательный батальон (Черноречье) - 568-й отдельный учебный батальон связи (г. Куйбышев) - 258-й отдельный учебный инженерно-сапёрный батальон - 421-й отдельный учебный ремонтно-восстановительный батальон (г. Куйбышев) - 625-й отдельный учебный автомобильный батальон - 164-й отдельный учебный медико-санитарный батальон |

## Подчинение
| Дата            | Фронт (округ)                                                 | Армия             | Корпус                             | Примечания                  |
| --------------- | ------------------------------------------------------------- | ----------------- | ---------------------------------- | --------------------------- |
| 22.06.1941 года | Ленинградский военный округ                                   | 23-я армия        | 50-й стрелковый корпус             | с 24.06.1941 Северный фронт |
| 01.07.1941 года | Северный фронт                                                | 23-я армия        | 50-й стрелковый корпус             | -                           |
| 10.07.1941 года | Северный фронт                                                | 23-я армия        | 50-й стрелковый корпус             | -                           |
| 01.08.1941 года | Северный фронт                                                | 23-я армия        | -                                  | -                           |
| 01.09.1941 года | Ленинградский фронт                                           | 23-я армия        | -                                  | -                           |
| 01.10.1941 года | Ленинградский фронт                                           | 23-я армия        | -                                  | -                           |
| 01.11.1941 года | Ленинградский фронт                                           | -                 | -                                  | -                           |
| 01.12.1941 года | Ленинградский фронт                                           | 55-я армия        | -                                  | -                           |
| 01.01.1942 года | Ленинградский фронт                                           | 55-я армия        | -                                  | -                           |
| 01.02.1942 года | Ленинградский фронт                                           | 55-я армия        | -                                  | -                           |
| 01.03.1942 года | Ленинградский фронт                                           | 55-я армия        | -                                  | -                           |
| 01.04.1942 года | Ленинградский фронт                                           | 55-я армия        | -                                  | -                           |
| 01.05.1942 года | Ленинградский фронт (Группа войск Ленинградского направления) | 55-я армия        | -                                  | -                           |
| 01.06.1942 года | Ленинградский фронт (Ленинградская группа войск)              | 55-я армия        | -                                  | -                           |
| 01.07.1942 года | Ленинградский фронт                                           | 55-я армия        | -                                  | -                           |
| 01.08.1942 года | Ленинградский фронт                                           | 55-я армия        | -                                  | -                           |
| 01.09.1942 года | Ленинградский фронт                                           | 55-я армия        | -                                  | -                           |
| 01.10.1942 года | Ленинградский фронт                                           | 55-я армия        | -                                  | -                           |
| 01.11.1942 года | Ленинградский фронт                                           | 55-я армия        | -                                  | -                           |
| 01.12.1942 года | Ленинградский фронт                                           | 55-я армия        | -                                  | -                           |
| 01.01.1943 года | Ленинградский фронт                                           | 55-я армия        | -                                  | -                           |
| 01.02.1943 года | Ленинградский фронт                                           | 55-я армия        | -                                  | -                           |
| 01.03.1943 года | Ленинградский фронт                                           | 55-я армия        | -                                  | -                           |
| 01.04.1943 года | Ленинградский фронт                                           | -                 | -                                  | -                           |
| 01.05.1943 года | Ленинградский фронт                                           | 67-я армия        | -                                  | -                           |
| 01.06.1943 года | Ленинградский фронт                                           | 67-я армия        | -                                  | -                           |
| 01.07.1943 года | Ленинградский фронт                                           | 67-я армия        | -                                  | -                           |
| 01.08.1943 года | Ленинградский фронт                                           | -                 | -                                  | -                           |
| 01.09.1943 года | Ленинградский фронт                                           | 67-я армия        | -                                  | -                           |
| 01.10.1943 года | Ленинградский фронт                                           | 67-я армия        | -                                  | -                           |
| 01.11.1943 года | Ленинградский фронт                                           | 67-я армия        | -                                  | -                           |
| 01.12.1943 года | Ленинградский фронт                                           | 67-я армия        | -                                  | -                           |
| 01.01.1944 года | Ленинградский фронт                                           | 2-я ударная армия | -                                  | -                           |
| 01.02.1944 года | Ленинградский фронт                                           | 2-я ударная армия | 122-й стрелковый корпус            | -                           |
| 01.03.1944 года | Ленинградский фронт                                           | 8-я армия         | 43-й стрелковый корпус             | -                           |
| 01.04.1944 года | Ленинградский фронт                                           | 8-я армия         | 43-й стрелковый корпус             | -                           |
| 01.05.1944 года | Ленинградский фронт                                           | 8-я армия         | 122-й стрелковый корпус            | -                           |
| 01.06.1944 года | Ленинградский фронт                                           | 8-я армия         | 117-й стрелковый корпус            | -                           |
| 01.07.1944 года | Ленинградский фронт                                           | 2-я ударная армия | 122-й стрелковый корпус            | -                           |
| 01.08.1944 года | Ленинградский фронт                                           | 2-я ударная армия | 122-й стрелковый корпус            | -                           |
| 01.09.1944 года | 3-й Прибалтийский фронт                                       | 67-я армия        | 122-й стрелковый корпус            | -                           |
| 01.10.1944 года | 3-й Прибалтийский фронт                                       | 1-я ударная армия | 119-й стрелковый корпус            | -                           |
| 01.11.1944 года | 2-й Прибалтийский фронт                                       | 42-я армия        | 123-й стрелковый корпус            | -                           |
| 01.12.1944 года | 2-й Прибалтийский фронт                                       | 42-я армия        | 123-й стрелковый корпус            | -                           |
| 01.01.1945 года | 2-й Прибалтийский фронт                                       | 42-я армия        | 123-й стрелковый корпус            | -                           |
| 01.02.1945 года | 2-й Прибалтийский фронт                                       | 22-я армия        | 14-й гвардейский стрелковый корпус | -                           |
| 01.03.1945 года | 2-й Прибалтийский фронт                                       | 22-я армия        | 14-й гвардейский стрелковый корпус | -                           |
| 01.04.1945 года | Ленинградский фронт (Курляндская группа войск)                | 22-я армия        | 14-й гвардейский стрелковый корпус | -                           |
| 01.05.1945 года | Ленинградский фронт (Курляндская группа войск)                | -                 | 19-й стрелковый корпус             | -                           |

## Награды и наименования
| Награда (наименование)            | Дата        | За что награждена |
| --------------------------------- | ----------- | --- |
| Орден Красного Знамени            | 21.03.1940  | За образцовое выполнение боевых заданий командования на фронте борьбы с финской белогвардейщиной и проявленное при этом доблесть и мужество |
| Почётное наименование «Тартуская» | 07.09.1944. | За отличия в боях при освобождении города Тарту                                                                                             |
| Орден Красного Знамени            |             | - |

## Командиры дивизии
- Лонгва, Роман Войцехович (08.1927 — 07.1930)
- Соколовский, Василий Данилович (16.07.1930 — 10.01.1935)[4]
- Смирнов, Илья Корнилович (10.01.1935 — 13.06.1937), комдив
- Простяков, Игнатий Васильевич (06.1937 — 12.1937), комбриг
- Беляев Николай Иванович, (30.12.1937 — ???) полковник[5]
- Бондарев, Андрей Леонтьевич (04.1938 — 23.08.1939), полковник
- Кирпичников, Владимир Васильевич (23.08.1939 — 16.02.1940), комбриг,
- Князьков, Сергей Алексеевич (16.02.1940 — 7.04.1940, врид), полковник
- Кирпичников, Владимир Васильевич (7.04.1940 — 10.09.1941), генерал-майор (попал в плен 1.09.1941)
- Андреев, Андрей Матвеевич (11.09.1941 — 24.10.1941), полковник
- Антонов, Константин Акимович (25.10.1941 — 15.01.1942), полковник
- Машошин, Андрей Фёдорович (16.01.1942 — 6.05.1942), полковник
- Синкевич, Ян Петрович (7.05.1942 — 26.01.1944), полковник, с 28.04.1943 генерал-майор
- Борисов, Пётр Васильевич (27.01.1944 — 12.1945), полковник, с 03.06.1944 генерал-майор
- Овчинников, Михаил Николаевич (05.1946 — 07.1946), генерал-майор, командир 21 осбр
- Чернуха, Николай Антонович (07.1946 — 02.1950), генерал-майор, командир 21 осбр
- Карпелюк, Андрей Иосифович (02.1950 — 2.03.1951), генерал-майор, командир 21 осбр
- Поляков, Николай Антонович (2.03.1951 — 27.11.1951), генерал-майор, командир 21 осбр
- Александров, Дмитрий Николаевич (27.11.1951 — 3.06.1954), генерал-майор, до ноября 1953 — командир 21 осбр
- Севостьянов, Сергей Фёдорович (14.06.1954 — 28.11.1957), полковник[6]

## Отличившиеся воины дивизии
| Награда | Ф. И. О.                         | Должность                                               | Звание          | Дата награждения | Примечания                                  |
| ------- | -------------------------------- | ------------------------------------------------------- | --------------- | ---------------- | ------------------------------------------- |
|         | Баймагамбетов, Султан Биржанович | Командир пулемётного отделения 147-го стрелкового полка | старший сержант | 21.02.1944       | посмертно, закрыл телом амбразуру           |
|         | Одилов, Тешабой                  | снайпер 65-го стрелкового полка                         | старший сержант |                  |                                             |
|         | Рытов, Николай Александрович     | Командир артиллерийского взвода 65-го стрелкового полка | старший сержант | 21.02.1944       | посмертно, подорвал себя гранатой с врагами |

## Известные люди, связанные с дивизией
1. Буров Иван Иванович — В 1925-1931 гг. служил   начальником связи 43-й стрелковой дивизии. Впоследствии, советский военачальник, генерал-лейтенант.
2. Корочкин Александр Алексеевич — в 1926—1937 гг. служил командиром батареи, дивизиона, врид начальника полковой школы, пом. командира полка по строевой части в 43-м артиллерийском полку, командиром артиллерийского дивизиона 128-го стрелкового полка. Впоследствии, советский военачальник, генерал-майор.
3. Кукушкин, Дмитрий Владимирович (1925 — 1930) командир батальона 128-го стрелкового полка. Впоследствии, советский военачальник, генерал-майор[7].
4. Максимов, Георгий Максимович  — в 1926—1928 гг. служил командиром взвода, роты 127-го стрелкового полка.  Впоследствии, советский военачальник, генерал-майор[8]
5. Хорошев Пётр Иванович —  в 1926—1928 гг. служил командиром взвода в 129-м стрелковом полку. Впоследствии, советский военачальник, полковник.
6. Аргунов, Николай Емельянович — В 1926-1927 гг.  проходил службу командиром  батальона 127-го стрелкового полка. Впоследствии, советский военачальник, генерал-майор.
7. Живалёв Пётр Кириллович — в 1933—1937 гг. служил командиром батальона в 129-м стрелковом полку. Впоследствии, советский военачальник, полковник.
8. Ольховский, Пётр Иванович — в 1937-1940 гг.  проходил службу  командиром 43-й артиллерийского полка. В этой должности принимал участие в Советско-финляндской войне 1939-1940 гг., за что был награжден орденом Красной Звезды.  Впоследствии, советский военачальник, генерал-майор.